# 2016年リオデジャネイロオリンピックのアンティグア・バーブーダ選手団
2016年リオデジャネイロオリンピックのアンティグア・バーブーダ選手団（2016ねんリオデジャネイロオリンピックのアンティグア・バーブーダせんしゅだん）は、2016年8月5日から8月21日までブラジルのリオデジャネイロで開催された2016年リオデジャネイロオリンピックアンティグア・バーブーダ選手団の名簿。

## 選手団
- 人員: 選手 9人
- 開会式旗手: ダニエル・ベイリー

## 種目別選手・スタッフ名簿及び成績

### 陸上競技
| ダニエル・ベイリー | 男子100m         | (bye)  | (bye) | 10秒20 | 2着 | 棄権     | 棄権     | 準々決勝敗退 | 準々決勝敗退 | 準々決勝敗退 | 準々決勝敗退 |
| セジャー・グリーン | 男子100m         | (bye)  | (bye) | 10秒20 | 4着 | 10秒13   | 7着      | 準々決勝敗退 | 準々決勝敗退 | 準々決勝敗退 | 準々決勝敗退 |
| ミゲル・フランシス | 男子200m         | 棄権   | 棄権  | -      | -   | 予選敗退 | 予選敗退 | 予選敗退     | 予選敗退     |              |              |
| ダニエル・ベイリー シージェイ・グリーン ミゲル・フランシス ジャレッド・ジャーヴィス シャヴォーン・ウォルシュ タヒル・ウォルシュ | 男子4×100mリレー | 38秒44 | 6着   | -      | -   | 予選敗退 | 予選敗退 | 予選敗退     | 予選敗退     |              |              |
| プリシラ・フレデリック | 女子走り高跳び   | 1.89m  | 28位  | -      | -   | -        | -        | 予選敗退     | 予選敗退     |              |              |

### 競泳
| 選手                   | 種目           | 予選      | 予選 | 準決勝   | 準決勝   | 決勝     | 決勝     |
| 選手                   | 種目           | 結果      | 順位 | 結果     | 順位     | 結果     | 順位     |
| ---------------------- | -------------- | --------- | ---- | -------- | -------- | -------- | -------- |
| ノア・マスコル＝ゴメス | 男子200m自由形 | 1分53秒16 | 44位 | 予選敗退 | 予選敗退 | 予選敗退 | 予選敗退 |
| サマンサ・ロバーツ     | 女子50m自由形  | 27秒95    | 57位 | 予選敗退 | 予選敗退 | 予選敗退 | 予選敗退 |